# 大树杜鹃
大树杜鹃（学名：Rhododendron protistum var. giganteum）为杜鹃花科杜鵑花屬下翘首杜鹃的一个变种。该变种为中国云南省特有种，仅分布于云南西南部的高黎贡山。
大树杜鹃在被首次采集后的62年内都未被见到，直至1981年该物种才被重新发现，相信其总数已不足100株。

## 扩展阅读
- 維基物種上的相關：大树杜鹃